# Суперинтенданты Военной академии США
Суперинтендант (англ. Superintendent) — командующий офицер американской военной академии Вест-Пойнт. Эта должность соответствует канцлеру или президенту американских гражданских университетов. По традиции, суперинтендант выбирается из числа офицеров, окончивших эту Академию, исключением стал только первый суперинтендант Джонатан Уильямс.
В списках суперинтендантов числятся пятеро, награждённые Медалью Почета: Оливер Ховард, Дуглас Макартур, Альберт Майлз, Джон Скофилд и Джон Уильсон. Многие суперинтенданты стали Главнокомандующими армии США, например, Джозеф Свифт и Хью Скотт. Суперинтендантство во многих случаях было ступенью к дальнейшим высоким должностям. Три суперинтенданта стали начальниками штаба армии (Макартур, Тэйлор и Вестморленд). В настоящее время действует обратная система: от суперинтенданта требуется уйти в отставку после преподавания — во избежание нежелательного влияния армейского командования на академию.
| Номер | Начало | Конец       | Имя                  | Класс | Примечания | Изображение |
| ----- | ------ | ----------- | -------------------- | ----- | --- | ----------- |
| 1     | 1801   | 1803        | Джонатан Уильямс     | -     | Полковник, шеф инженеров, участник 14-го конгресса США |             |
| -     | 1803   | 1805        | Дециус Уодсворт      | -     | (временно исполняющий обязанности) |             |
| 2     | 1805   | 1812        | Джонатан Уильямс     | -     | (повторно) |             |
| 3     | 1812   | 1814        | Джозеф Свифт         | 1802  | Бригадный генерал, первый выпускник Академии, впоследствии служил в инженерных войсках. |             |
| 4     | 1814   | 1817        | Элден Партридж       | 1806  | Капитан. Его деятельность была признана неудовлетворительной, в 1817 он был уволен и отдан под трибунал, а 1818 отчислен из армии.                                                                               |             |
| 5     | 1817   | 1833        | Сильванус Тайер      | 1808  | бригадный генерал, «Отец Вест-Пойнта», сторонник усиленного изучения инженерии, способствовал основанию Ассоциации выпускников; в его честь создана «Премия Тайера».                                             |             |
| 6     | 1833   | 1838        | Рене Эдвард де Русси | 1812  | - |             |
| 7     | 1838   | 1845        | Ричард Делафилд      | 1818  | - |             |
| 8     | 1845   | 1852        | Генри Брювертон      | 1819  | - |             |
| 9     | 1852   | 1855        | Роберт Ли            | 1829  | Полковник армии США, генерал армии КША, окончил академию вторым в классе; его сын Джордж Кастис Ли окончил академию в 1854; командир Северовирджинской армии, президент университета Вашингтона и Ли (1865—1870) |             |
| 10    | 1855   | 1856        | Джон Гросс Бернард   | 1833  | Генерал-майор, участник гражданской войны |             |
| 11    | 1856   | 1861        | Ричард Делафилд      | 1818  | - |             |
| 12    | 1861   | 1861        | Пьер Борегар         | 1838  | Назначен 25 января, оставил должность после сецессии Луизианы. |             |
| 13    | 1861   | 1861        | Ричард Делафилд      | 1818  | - |             |
| 14    | 1861   | 1864        | Александр Боуман     | 1825  | - |             |
| 15    | 1864   | 1864        | Зеалус Тауэр         | 1841  | Генерал-майор, участник гражданской войны |             |
| 16    | 1864   | 1866        | Джордж Каллум        | 1833  | Бригадный генерал, автор Biographical Register of the Officers and Graduates of the U.S. Military Academy at West Point, N.Y.                                                                                    |             |
| 17    | 1866   | 1871        | Томас Питчер         | 1845  | Бригадный генерал, ветеран сражения при Харперс-Ферри, мексиканской войны и гражданской войны. |             |
| 18    | 1871   | 1876        | Томас Ружер          | 1854  | Генерал-майор, участник гражданской войны, военный губернатор Джорджии |             |
| 19    | 1876   | 1881        | Джон Скофилд         | 1853  | Генерал-лейтенант, главнокомандующий армии США (1888—1895) |             |
| 20    | 1881   | 1882        | Оливер Ховард        | 1854  | Генерал-майор, участник гражданской и индейской войн, основатель Университета Ховарда |             |
| 21    | 1882   | 1887        | Уэсли Мерритт        | 1860  | Генерал-майор, ветеран гражданской и испанской войн, военный губернатор Филиппин. |             |
| 22    | 1887   | 1889        | Джон Парк            | 1849  | Генерал-майор, участник гражданской войны |             |
| 23    | 1889   | 1893        | Уильсон, Джон        | 1860  | Бригадный генерал, участник гражданской войны |             |
| 24    | 1893   | 1898        | Освальд Эрнст        | 1864  | Генерал-майор, ветеран испанской войны |             |
| 25    | 1898   | 1906        | Альберт Майлз        | 1879  | Генерал-майор, участник испанской войны |             |
| 26    | 1906   | 1910        | Хью Скотт            | 1876  | Генерал-майор, начальник штаба армии (1914—1917) |             |
| 27    | 1910   | 1912        | Томас Берри          | 1877  | генерал-майор, ветеран индейских войск, китайской спасательной экспедиции и филиппинской войны. |             |
| 28    | 1912   | 1916        | Кларенс Таунслей     | 1881  | генерал-майор, участник Первой мировой войны |             |
| 29    | 1916   | 1917        | Джон Бидль           | 1881  | генерал-майор, ветеран Первой мировой войны |             |
| 30    | 1917   | 1919        | Самуэль Тиллман      | 1869  | - |             |
| 31    | 1919   | 1922        | Дуглас Макартур      | 1903  | Генерал армии, фельдмаршал филиппинской армии, начальник штаба армии (1930—1935), Главнокомандующий союзными оккупационными войсками,                                                                            |             |
| 32    | 1922   | 1925        | Фред Сладен          | 1890  | генерал-майор |             |
| 33    | 1926   | 1928        | Мерч Стюат           | 1896  | Бригадный генерал, участник испанской и Первой мировой войны |             |
| 34    | 1928   | 1929        | Эдвин Уинанс         | 1891  | генерал-майор, командир 10-го кавалерийского полка |             |
| 35    | 1929   | 1932        | Уильям Смит          | 1892  | генерал-майор, командир 36-й дивизии во время 1-й мировой войны |             |
| 36    | 1932   | 1938        | Уильям Коннор        | 1897  | генерал-майор, обладатель «серебряной звезды». |             |
| 37    | 1938   | 1940        | Джей Бенедикт        | 1904  | генерал-майор, штабной офицер, офицер генерального штаба в годы 2 мировой войны |             |
| 38    | 1940   | 1942        | Роберт Эйчелбергер   | 1909  | Генерал, командир корпуса «Сибирь», командир VIII армии. |             |
| 39    | 1942   | 1945        | Фрэнсис Уилби        | 1905  | генерал-майор, начальник штаба Первой Армии США (1939—1941) |             |
| 40    | 1945   | 1949        | Максвелл Тейлор      | 1922  | генерал, командир 101-й дивизии ВД (1944—1945), начальник штаба армии (1955—1959), и посол США в Южном Вьетнаме (1964—1965).                                                                                     |             |
| 41    | 1949   | 1951        | Бриант Мур           | 1917  | Генерал, командир 8-й пехотной дивизии, погиб 24 февраля 1951 года во время крушения вертолета (во время корейской войны)                                                                                        |             |
| 42    | 1951   | 1954        | Фредерик Ирвинг      | 1917  | Генерал-майор, командир 24-й пехотной дивизии во время 2 мировой войны. |             |
| 43    | 1954   | 1956        | Блэкшер Бриан        | 1922  | Генерал-лейтенант, командир Первой армии США (1957—1960); |             |
| 44    | 1956   | 1960        | Гаррисон Дэвидсон    | 1927  | Генерал-лейтенант, военный инженер, участник Второй Мировой и Корейской войны; помогал строить Пентагон. |             |
| 45    | 1960   | 1963        | Уильям Вестморленд   | 1936  | Генерал, командир 101-й дивизии ВДВ; руководитель Командования по оказанию военной помощи Вьетнаму, начальник штаба армии с 1968 по 1972 год.                                                                    |             |
| 46    | 1963   | 1966        | Ламперт, Джеймс      | 1936  | Генерал-лейтенант, военный инженер в годы Второй Мировой войны, участник Манхеттенского проекта. |             |
| 47    | 1966   | 1969        | Дональд Беннет       | 1940  | генерал, директор Разведывательного управления министерства обороны(1969—1972); командир Тихоокеанской Армии (1972—1974).                                                                                        |             |
| 48    | 1969   | 1970        | Самуэль Костер       | 1942  | Генерал-майор, разжалованный в бригадные генералы из-за событий в Сонгми}. |             |
| 49    | 1970   | 1974        | Уильям Ноултон       | 1943  | Генерал, ветеран Второй Мировой и вьетнамской войны, начальник штаба «Европейского командования вооруженных сил США»                                                                                             |             |
| 50    | 1974   | 1977        | Берри, Сидни         | 1948  | Генерал-лейтенант, ветеран Вьетнама и Кореи, при нем в академию впервые были допущены женщины. |             |
| 51    | 1977   | 1981        | Эндрю Гудпастер      | 1939  | Генерал, командир 8-й дивизии (1961—1962), главнокомандующий «Европейского командования вооруженных сил США» |             |
| 52    | 1981   | 1986        | Уиллард Скотт        | 1948  | генерал-лейтенант, командир 25-й дивизии (1976—1978), командир V корпуса (1980—1981) |             |
| 53    | 1986   | 1991        | Дэйв Палмер          | 1956  | Генерал-лейтенант, военный историк. |             |
| 54    | 1991   | 1996        | Ховард Грейвс        | 1961  | - |             |
| 55    | 1996   | 2001        | Даниель Крайстман    | 1965  | - |             |
| 56    | 2001   | 2006        | Уильям Леннокс       | 1971  | Генерал-лейтенант, командующий 8-й армии США |             |
| 57    | 2006   | 2010        | Франклин Хагенбек    | 1971  | генерал-лейтенант, командир 10-й горной дивизии |             |
| 58    | 2010   | 2013        | Дэвид Хантун         | 1973  | |             |
| 59    | 2013   | 2018        | Роберт Л. Калсен     | 1975  | |             |
| 60    | 2018   | 2022        | Дэррил А. Уильямс    | 1983  | Первый темнокожий Суперинтендант Военной Академии США за 231 год её существования. |             |
| 61    | 2022   | наст. время | Стивен Гилланд       | 1990  | Генерал-лейтенант, комендант курсантов академии (2017-2019), командующий 2-й пехотной дивизии США (2019-2021) |             |